# Guémon
Guémon est une région de la Côte d'Ivoire située dans le district des Montagnes. Son chef-lieu est Duékoué. En 2021, sa population est estimée à 930 873 habitants.

## Politique
Évariste Méambly, candidat indépendant, est élu président du conseil régional lors de l'élection régionale d'avril 2013 avec 36,1 % des voix devant Touré N'Godjigui, candidat du Parti démocratique de Côte d'Ivoire – Rassemblement démocratique africain (PDCI-RDA, 22,87 % des voix). Serey Doh Celestin, candidat indépendant, est élu président du conseil régional lors de l'élection régionale de décembre 2018 avec 38,16 % des voix, devant Évariste Méambly (indépendant, 30,79 %) et Simon Doho (PDCI-RDA, 26,87 %). Lors de l'élection de septembre 2023, Célestin Serey Doh est réélu avec 47,6 % des voix devant Daniel Billaud Zerehoué, candidat du Parti des peuples africains – Côte d'Ivoire (PPA-CI, 27,1 %),.